# 小毛罗什
小毛罗什，是匈牙利佩斯州所辖的一个村。总面积12.11平方公里，总人口2074，人口密度171.3人/平方公里（2011年1月1日）。